# Been Waiting
Been Waiting è il primo album discografico in studio, il secondo in assoluto, della cantante australiana Jessica Mauboy, pubblicato nel 2008.

## Il disco
Il disco, pubblicato nel novembre 2008 dalla Sony, segue il precedente album live The Journey. L'artista ha cominciato a lavorare a questo disco quando era membro del gruppo femminile Young Divas. Hanno collaborato ai testi e alla produzione diversi artisti tra cui Israel Cruz, Cutfather, Audius Mtawarira.
L'album contiene Running Back e Burn, brani che sono stati pubblicati come singoli rispettivamente ad ottobre e a novembre del 2008 e che hanno avuto entrambi un grande successo. Al secondo ha partecipato il rapper Flo Rida. Gli altri brani estratti come singoli nel 2009 sono stati Been Waiting, Because, Up/Down e Let Me Be Me.
L'album è stato promosso attraverso una serie di concerti. L'artista inoltre ha fatto da "open act" ad alcune tappe del tour I Am... Tour di Beyoncé.

## Tracce
1. Running Back (feat. Flo Rida) – 3:46
2. Been Waiting – 3:48
3. Burn – 2:54
4. Used2B – 3:45
5. Empty – 4:19
6. Because – 4:18
7. To the Floor – 3:49
8. Time After Time (Cyndi Lauper cover) – 4:21
9. Back2U – 3:48
10. Up/Down – 3:26
11. Let Me Be Me – 3:49